# Jordärtskocka
Jordärtskockan (Helianthus tuberosus) är en art i familjen korgblommiga växter. Den är en flerårig ört med ursprung i Nordamerika. Den odlas i tempererade trakter för sina knölars (jordstammars – rhizomers) skull, vilka används som en rotgrönsak. Jordärtskockan är ett slags solros, ur samma släkte som vanlig solros (Helianthus annuus).

## Historia
Jordärtskockan odlades av ursprungsbefolkningen i nordöstra Nordamerika, som kallade dem solrötter, långt innan européernas ankomst. Den franske upptäcktsresanden Samuel de Champlain hittade 1605 odlad jordärtskocka vid Cape Cod. Till Sverige kom jordärtskockan år 1640.

## Beskrivning
En jordärtskocksplanta kan bli cirka 1,5–3 meter hög. Bladen på plantan har en hårig textur och kan bli upp till 30 cm långa. Växtens blommor är oftast gula och cirka 5-10 cm i diameter. Rötterna varierar i färg och kan vara vita, röda eller lila.

## Odling och användning

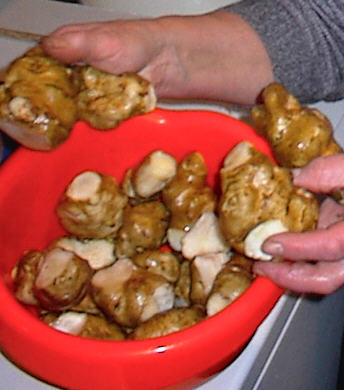
Jordärtskockans knölar

Jordärtskockan är lättodlad. Faktum är att problemet för många människor är att sluta odla dem, när de väl har planterats. Av denna anledning är det frestande att bara lämna kvar dem, år efter år, och gräva upp knölarna efter behov. Kvaliteten hos knölarna minskar dock vid denna behandling; det är viktigt att hålla jorden fertil. Även en liten knöl som lämnas kvar i marken kommer att börja växa, och de kan till slut bli ett uthålligt ogräs. En god skörd anses ligga vid 15–25 ton/ha.

Knölarna är knotiga, ojämna och vagt lika ingefärsroten. Råa har de en krispig textur. Olikt de flesta knölar, men gemensamt med andra medlemmar i Asteraceae (däribland kronärtskockan), lagrar dessa kolhydraten inulin (ej att förväxla med hormonet insulin) istället för stärkelse. De är av denna anledning en viktig källa till fruktos för industrin. Det ger dem också en tendens att falla sönder och lösas upp när de kokas. 

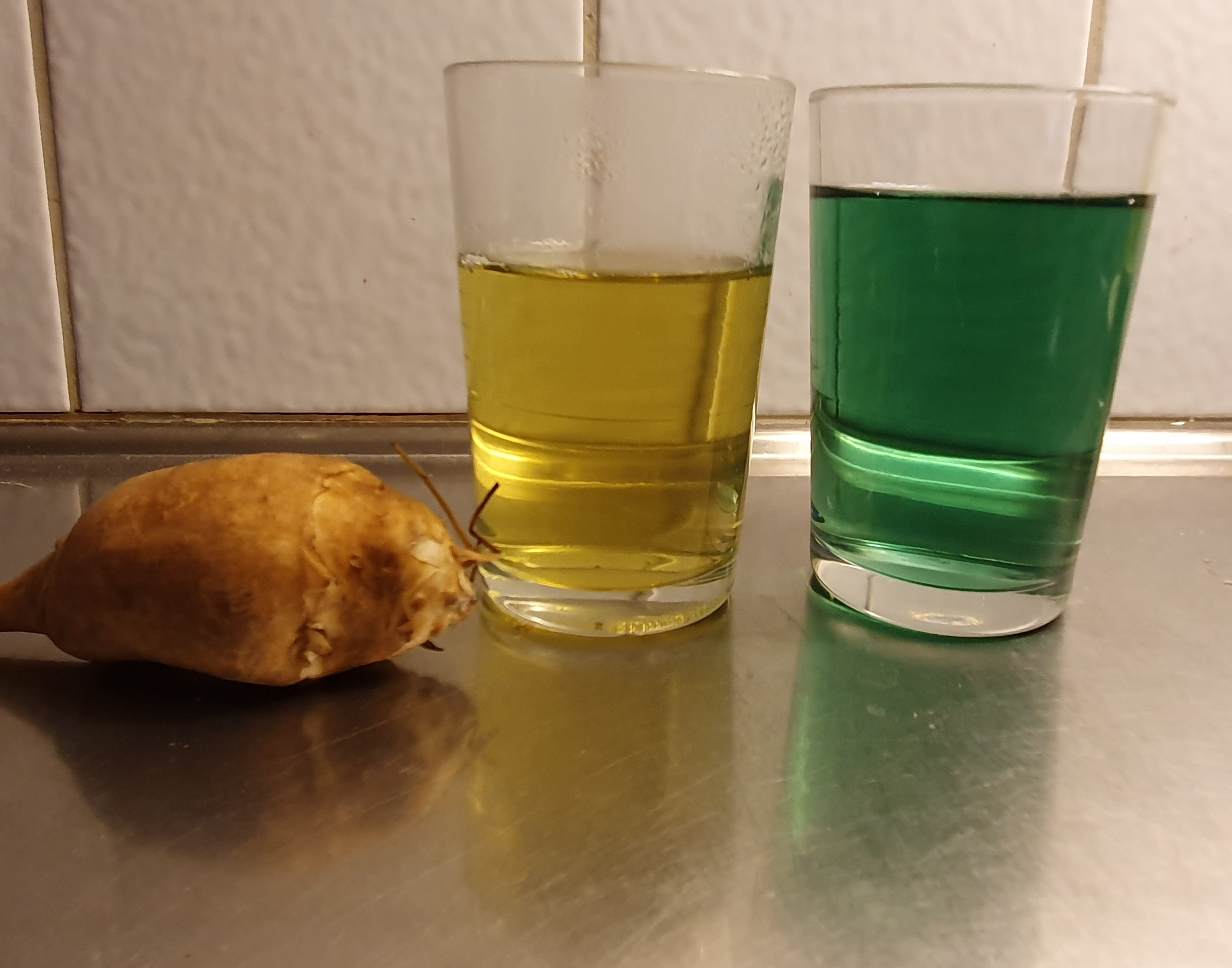
Skocka och kokvatten. Till höger dagen efter

 Knölarna, vilka är den enda del som används, smakar som en korsning mellan rädisa och kronärtskocka.

## Namn på engelska
Dess engelska namn, Jerusalem artichoke ("Jerusalemkronärtskocka"), har ingenting alls att göra med Jerusalem, och föga med kronärtskocka. Ursprunget till namnet är oklart. En vanlig teori är att Jerusalem-delen av namnet uppkommit genom att italienska invandrare kallade den  girasole articiocco ("solroskronärtskocka"), och att tillnamnet girasole på engelska förvanskats till "Jerusalem". Problemet med den teorin är att det knappt fanns några italienska invandrare i Nordamerika förrän på 1800-talet, jordärtskockor nådde Italien först på 1630-talet och solrosor nådde Europa först mot slutet av 1600-talet. 
En annan teori är därför att de första brittiska invandrarna, puritanerna, som introducerades till den kronärtskockssmakande roten av ursprungsbefolkningen (som odlat den i århundraden), kallade den Jerusalem artichoke eftersom de betraktade sin koloni som det nya Jerusalem. Rötterna anlände i Storbritannien 1617 och redan 1633 kallades roten Jerusalem artichoke i brittiska växtuppslagsverket The Herball or Generall Historic of Plants.